# Mark Aldanov

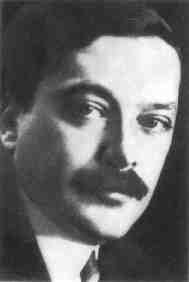
Mark Aldanov, 1925

Mark Aleksandrovitsj Aldanov (Russisch: Марк Александрович Алданов, pseudoniem / anagram voor Mark Landau) (Kiev, 7 november 1886 – Nice, 25 februari 1957) was een Russisch schrijver.

## Leven en werk
Aldanov werd geboren uit een familie van Joodse industriëlen. Hij studeerde wiskunde en scheikunde in Kiev, werkte ook enige tijd als scheikundige, maar koos uiteindelijk, na het publiceren van literaire studies over Lev Tolstoj en Romain Rolland in 1915, voor het schrijverschap.
Aldanov, die in 1919 via Berlijn emigreerde naar Frankrijk, schreef voornamelijk historische romans, in de geest van Anatole France: in de geschiedenis interesseren de mensen hem meer dan de gebeurtenissen. Avonturen zijn vooral nodig om historische taferelen en personen te kunnen schetsen. Belangrijke thema’s zijn de revolutie en de ironie van het lot.
Eerste bekendheid verwierf Aldanov met zijn nog in Rusland gepubliceerde werk Lenin en het Bolsjewisme (1920). Zijn vroege historische werken kenmerken zich door een sterk psychologische inslag. Het bekendste voorbeeld is zijn romancyclus De denker, over de napoleontische oorlogen (1925), maar ook zijn Sint-Helena, een klein eiland (1921) en De negende thermidor (1923 kunnen tot die categorie gerekend worden. Zijn latere werk handelt vaak over de Russische Revolutie (De sleutel, 1928). In zijn zwanenzang De nacht van Ulm (1953, een ‘filosofie van het toeval’, levert Aldanov commentaar bij zijn eigen romans.
De historische thematiek van Aldanov viel in het Westen in goede aarde en hij werd met name voor de oorlog veelvuldig vertaald, ook in het Nederlands. Hij was in die periode ook een bekende figuur in Russische emigrantenkringen en voerde een uitgebreide correspondentie met Ivan Boenin, Vladimir Nabokov en Aleksandr Kerenski, welke na zijn dood werd gepubliceerd.
Tijdens de oorlogsjaren week Aldanov uit naar de Verenigde Staten, maar in 1944 keerde hij weer terug naar Frankrijk. Hij stierf in 1957 in Nice.